# Zoi Dimoschaki
Zoi Dimoschaki (em grego:  Ζωή Δημοσχάκη; 16 de fevereiro de 1985) é uma nadadora grega. Dimoschaki fez o juramento olímpico na cerimônia de abertura dos Jogos Olímpicos de Verão de 2004. Na mesma edição, competiu nos 200m livre, não chegando à final.